# Кућа у ул. Алексе Маркишића у Сокобањи
Кућа у ул. Алексе Маркишића у Сокобањи налази се у склопу ширег центра Сокобање. Уписана је у листу заштићених споменика културе Републике Србије.

## Карактеристике
Зграда је била грађена за породично становање, са маленим индивидуалним двориштем, која фактички својим источним и северним фасадама излази на регулационе линије двевју улица. Кућа поседује подрум у једном делу зграде са одређеном конструкцијом од ниских сводова и такође приземља. Због потреба ранијих корисника улазни део је дорађиван, међутим то није утицало значајно на архитектуру здања, односно сам узглед зграде. Доста су добро очувани елементи стилске декорације у спољној архитектури. До изражаја у завршном кровном венцу долази манир еклетичке ренесансе. Карактеристично је то што су дуж оба фасадна тракта између прозорских отвора постојећи пиластери, у виду блокова који симулирају квадре са спојницама профилисаним, а по читавој висини од сокле до подножја завршног венца. Прозорски облици и отвори су са профилисаним оквирима у малтеру, а специфичне су и ограде у малтеру који се налазе у парапеталном нивоу са израженом правоугаоном пластиком.